# Cassanova Alfonso
Cassanova ou Cas Alfonso, de son véritable nom Alfoncius Dapot Parulian Nainggolan né le 23 mai 1983 à Jakarta en Indonésie, est un chanteur indonésien.

## Biographie
Cas est né à Jakarta en 1983. Sa famille s'expatrie à l'étranger quand il était encore à l'école maternelle et a par conséquent passer son enfance à Tokyo puis à New York. Il repart s'installer dans son pays natal en 2006 ou il fonde avec un groupe d'amis un groupe de jazz nommé Manissedap.
Mais le succès du groupe est modéré et c'est surtout en se dirigeant vers une carrière solo qu'il commence à faire sa place dans le monde de la musique, tout particulièrement dans le style musical du R&B. Il a enregistré à cette occasion des duos avec des célébrités tels que Afgan Syahreza ou encore avec la chanteuse de R & B, Dewi Sandra.

## Vie personnelle
En 2009 il apparaît à de nombreuses reprises en public aux côtés de l'actrice Rianti Cartwright, ils finissent par confirmer leur relation au public en septembre 2009 et cela malgré le fait qu'ils soient de différentes religions. Ils se sont mariés le 17 septembre 2010, à la cathédrale Saint-Patrick de New York, en Amérique après que Rianti a décidé de suivre la religion catholique de son mari,,.

## Discographie
1. Denganmu (2009)
2. Yang Terbaik (2010)

## Voir également
- Liste d'artistes de RnB contemporain